# Амарант запрокинутый
Амарант запрокинутый, амарант колосистый, щирица запрокинутая, щирица обыкновенная, подсвекольник (лат. Amaránthus retrofléxus) — однолетнее травянистое растение, вид рода Щирица (Amaranthus) семейства Амарантовые.

## Ботаническое описание
Однолетнее травянистое растение. Стебель прямой, высотой до 1 м, простой или ветвистый, от светло-зелёного до красноватого, опушённый короткими волосками.
Корень стержневой, розово-свекольного оттенка.
Листья длиной 4—14 см и шириной 2—6 см, яйцевидные или яйцевидно-ромбические, кверху суженные, на верхушке иногда выемчатые, бледно-зелёные; черешок почти равен пластинке или длиннее её. Листья слабо гелиотропны — то есть поворачиваются своей плоскостью к источнику света.
Цветки собраны в плотные цилиндрические, в нижней части ветвистые, зелёные соцветия. Прицветники превышают листочки околоцветника почти вдвое, длинно и тонко заострённые. Околоцветник пятилистный, длиной 2—2,5 мм; при плодах листочки околоцветника немного твердеют и превышают плод.
Плод раскрывающийся. Семена — около 1 мм в диаметре, тёмно-бурые. Цветёт с июня по август, плодоносит в июле — сентябре.
Размножается семенами. Одно растение может давать до 5000 семян.

## Распространение и экология
Широко распространённый, весьма агрессивный сорняк, одним из первых появляется на пустырях и заброшенных сельхозугодьях. Предпочитает гумусные, водопроницаемые, богатые питательными веществами, а прежде всего азотом, почвы. Североамериканский вид, широко расселившийся по всем континентам и ныне космополит. Произрастает почти во всех районах России, в том числе обычен во всех областях Средней России.

## Хозяйственное значение
В местах массового произрастания семена могут быть использованы на корм домашней птице. Молодые отваренные листья съедобны. Молодые растения вместе с отрубями скармливают свиньям. Пригоден на силос.
Водный настой амаранта запрокинутого используется при диарее, кишечных коликах, в качестве слабительного при запорах, при кровохарканье и сильных менструальных и геморроидальных кровотечениях.